# Кфір (бригада)
900-та піхотна бригада Кфір (івр. חטיבת כפיר) — тактичне з'єднання сухопутних військ Ізраїлю.

## Історія

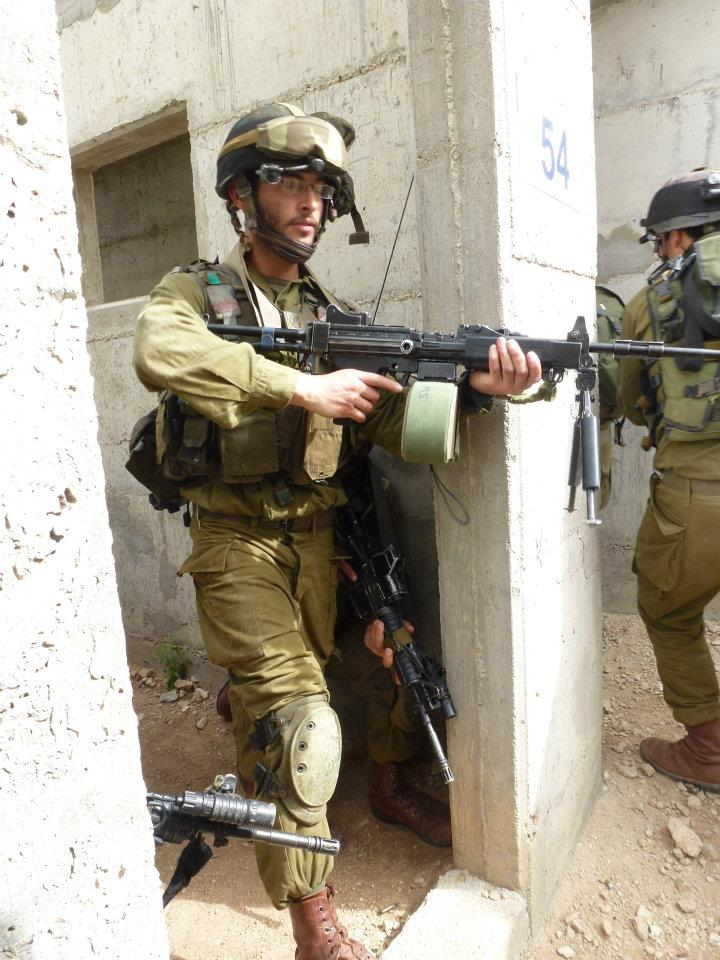
Бійці бригади під час навчань

У 2005 році 5 окремих піхотних батальйонів та батальйон «Ніцях Єхуда» (97-й) були зведені в «900-е з'єднання» («Егед 900»).
6 грудня 2005 року 900-е з'єднання було перетворено на «900-ту бригаду», що згодом отримала ім'я «Кфір».
Під час операції "Литий свинець" батальйон бригади "Харув" знаходився в секторі Газа, під час боїв у південній частині сектора загинув один із ротних командирів батальйону.
У листопаді 2024 року батальйон «Шимшон» приєднався до наземних маневрів у секторі Газа в районі Джабалії.

## Склад
В склад бригади входять:
- 90-й батальйон «Нахшо́н»

- 92-й батальйон «Шимшо́н»

- 93-й батальйон «Хару́в»

- 94-й батальйон «Духіфа́т»

- 97-й батальйон «Не́цах Єхуда́»